# Selección de fútbol de la Comunidad de Estados Independientes

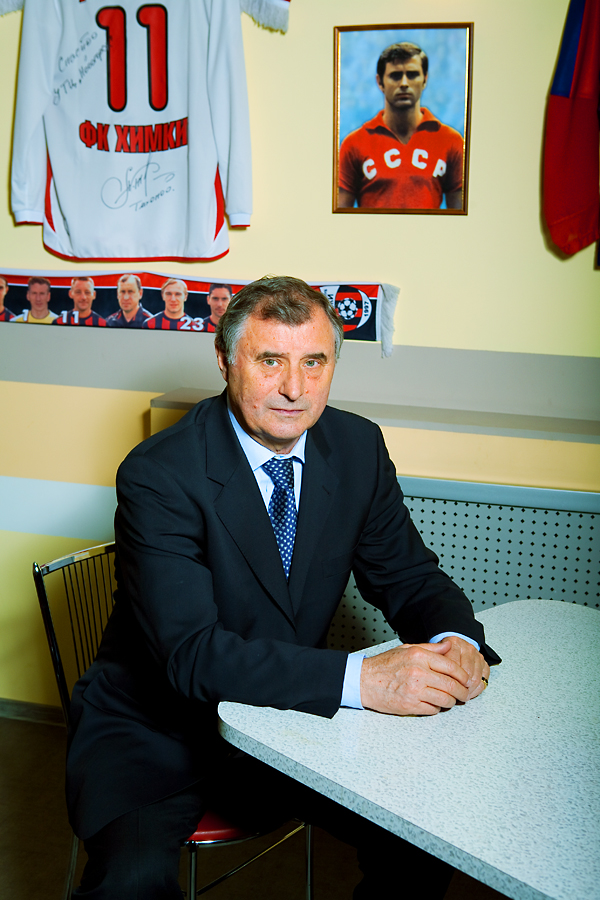
Anatoli Býshovets, el entrenador de la selección del CEI.

La selección de fútbol de la Comunidad de Estados Independientes (CEI) (en ruso: Сборная СНГ по футболу) fue el equipo multinacional de fútbol representativo del territorio de la Comunidad de Estados Independientes después de la disolución de la Unión Soviética en 1991.
Participó en la Eurocopa 1992 en reemplazo de la selección de fútbol de la Unión Soviética, que estaba clasificada antes de la disolución de ese país.

## Historia

Escudo de la CEI en la camiseta de fútbol de la selección.

A medida que la Unión Soviética dejaba de existir formalmente el 1 de enero de 1992, también lo hicieron todas sus organizaciones como la Federación de fútbol. La Federación de Fútbol de la CEI se constituyó el 11 de enero de 1992 y fue aprobado por la FIFA, dos días después. La Sinfonía n.º 9 de Beethoven fue adoptado como su himno. Junto con la Asociación, las federaciones nacionales de sus miembros comenzaron a formar y solicitar el reconocimiento internacional.
La Selección de fútbol de la CEI, anteriormente conocido como el equipo de fútbol nacional de la Unión Soviética, concluyó su participación en la Eurocopa 1992 en junio de ese mismo año. Fue disuelto poco después y todos sus resultados fueron transferidos al equipo de fútbol nacional de Rusia, que jugó su primer partido en agosto de 1992.
La Selección de fútbol de la CEI fue dirigida por Anatoli Býshovets, exfutbolista internacional soviético. El equipo tuvo una discreta participación en la Eurocopa 1992 debido a su precipitada formación, lo que provocó que el combinado acabase último en el grupo, pero logró dos notables empates contra las favoritas Alemania y Países Bajos, llegando en carrera al último partido, pero cayendo derrotado 3-0 ante Escocia, en lo que resultó ser su último partido.

## Estadísticas

### Eurocopa
| Eurocopa                           | Eurocopa       | Eurocopa | Eurocopa | Eurocopa | Eurocopa | Eurocopa | Eurocopa |
| Año                                | Ronda          | J        | G        | E        | P        | GF       | GC       |
| ---------------------------------- | -------------- | -------- | -------- | -------- | -------- | -------- | -------- |
| 1992                               | Fase de grupos | 3        | 0        | 2        | 1        | 1        | 4        |
| Véase Selección de fútbol de Rusia |                |          |          |          |          |          |          |
| Total                              | 1/1            | 3        | 0        | 2        | 1        | 1        | 4        |

## Federaciones postsoviéticas
La siguiente es una lista de la fundación o reaparición de las distintas Federaciones postsoviéticas que representan a las repúblicas que formaban la Comunidad de Estados Independientes y la Unión Soviética:

### Federaciones Nacionales de la CEI
| Armenia      | 18 de enero de 1992     | Selección nacional | UEFA |
| Azerbaiyán   | marzo de 1992           | Selección nacional | UEFA |
| Bielorrusia  | 1989                    | Selección nacional | UEFA |
| Georgia      | 15 de febrero de 1936   | Selección nacional | UEFA |
| Kazajistán   | 1992                    | Selección nacional | UEFA |
| Kirguistán   | 25 de febrero de 1992   | Selección nacional | AFC  |
| Moldavia     | 14 de abril de 1990     | Selección nacional | UEFA |
| Rusia        | 8 de febrero de 1992    | Selección nacional | UEFA |
| Tayikistán   | 1936                    | Selección nacional | AFC  |
| Turkmenistán | 1992                    | Selección nacional | AFC  |
| Ucrania      | 13 de diciembre de 1991 | Selección nacional | UEFA |
| Uzbekistán   | 1946                    | Selección nacional | AFC  |

### Federaciones Nacionales fuera de la CEI
| Estonia  | 14 de diciembre de 1921 | Selección nacional | UEFA |
| Letonia  | 1921                    | Selección nacional | UEFA |
| Lituania | 9 de diciembre de 1922  | Selección nacional | UEFA |

## Jugadores
La siguiente fue la lista de convocados del CEI para la Eurocopa 1992: